# Anthonomini
Anthonomini Thomson, 1859 è una tribù di coleotteri curculionidi della sottofamiglia Curculioninae.

## Tassonomia
La tribù comprende i seguenti generi:
- Acalyptops Hartmann, 1904
- Achia Champion, 1903
- Adelus Schönherr, 1835
- Anthonomopsis Dietz, 1891
- Anthonomus Germar, 1817
- Assuanensius Pic, 1916
- Atractomerus Duponchel & Chevrolat, 1842
- Botanebius Schönherr, 1835
- Brachonyx Schönherr, 1835
- Brachyogmus Linell, 1897
- Bradybatus Germar, 1824
- Chelonychus Dietz, 1891
- Cionesthes Fairmaire, 1902
- Cionomimus Marshall, 1939
- Cionopsis Champion, 1903
- Coccotorus LeConte, 1876
- Cremastorhynchus Scudder, 1893
- Dietzianus Sleeper, 1953
- Ephelops Dietz, 1891
- Epimechus Dietz, 1891
- Huaca Clark, 1993
- Lepidoops Hustache, 1933
- Lonchophorellus Clark, 1989
- Loncophorus Chevrolat, 1832
- Macrobrachonyx Pic, 1902
- Magdalinops Dietz, 1891
- Melexerus Burke, 1982
- Nanops Dietz, 1891
- Narberdia Burke, 1976
- Neomastix Dietz, 1891
- Neosphinctocraerus Hustache, 1939
- Omogonus Chevrolat, 1878
- Onychocnemis Marshall, 1917
- Oropterus White, 1846
- Parendoeopsis Hustache, 1920
- Phacellopterus Schönherr, 1847
- Pseudanthonomus Dietz, 1891
- Pseudopoophagus Voss, 1935
- Smicraulax Pierce, 1908
- Sphincticraerus Marseul, 1871
- Synnadophila Voss, 1937
- Telphasia Pascoe, 1885
- Usingerius Zimmerman, 1942

## Distribuzione e habitat
La tribù ha una distribuzione cosmopolita, con oltre due terzi delle specie concentrate nell'ecozona neotropicale